# Municipio de Groton (Dakota del Sur)
El municipio de Groton (en inglés: Groton Township) es un municipio ubicado en el condado de Brown en el estado estadounidense de Dakota del Sur. En el año 2010 tenía una población de 118 habitantes y una densidad poblacional de 0,98 personas por km².

## Geografía
El municipio de Groton se encuentra ubicado en las coordenadas 45°27′29″N 98°3′39″O / 45.45806, -98.06083. Según la Oficina del Censo de los Estados Unidos, el municipio tiene una superficie total de 119.8 km², de la cual 119,8 km² corresponden a tierra firme y (0 %) 0 km² es agua.

## Demografía
Según el censo de 2010, había 118 personas residiendo en el municipio de Groton. La densidad de población era de 0,98 hab./km². De los 118 habitantes, el municipio de Groton estaba compuesto por el 97,46 % blancos y el 2,54 % eran de una mezcla de razas. Del total de la población el 1,69 % eran hispanos o latinos de cualquier raza.